# Govern dels Països Baixos
El Govern dels Països Baixos s'ocupa del poder executiu i legislatiu. El govern està format pel rei i els ministres, conforme a l'article 42, apartat 1 de la Constitució dels Països Baixos. És excepcional que hi hagi reunions del govern complet, és a dir, sota la direcció del rei. Tanmateix, els ministres formen el consell dels ministres (govern sense el rei), sota la direcció del primer ministre.
El poder executiu del govern consisteix en l'aplicació de regles generals en situacions específiques. El govern i els Estats Generals dels Països Baixos formen el poder legislatiu.
En cas de conflicte entre el govern i l'Eerste Kamer o Tweede Kamer, el govern pot quedar-se, dissoldre la Cambra i convocar noves eleccions. Si la Cambra expressa de nou la seva desaprovació després de les eleccions, el govern no pot dissoldre la Cambra una altra vegada. En aquest cas, està obligat a dimitir. Com que és immune, el cap d'estat no necessita dimitir, els ministres son únicament responsables.
Al voltant del temps s'ha afegit una norma no escrita que el govern (o un ministre o secretari d'estat) dimiteix quan la Cambra no hi té confiança.